# Rogačica
Rogačica (Servisch cyrillisch Рогачица) is een plaats in de Servische gemeente Bajina Bašta. De plaats telt 768 inwoners (2002).